# Wormsleben
Wormsleben ist ein Ortsteil der Gemeinde Seegebiet Mansfelder Land in Sachsen-Anhalt, Deutschland.

## Ortslage

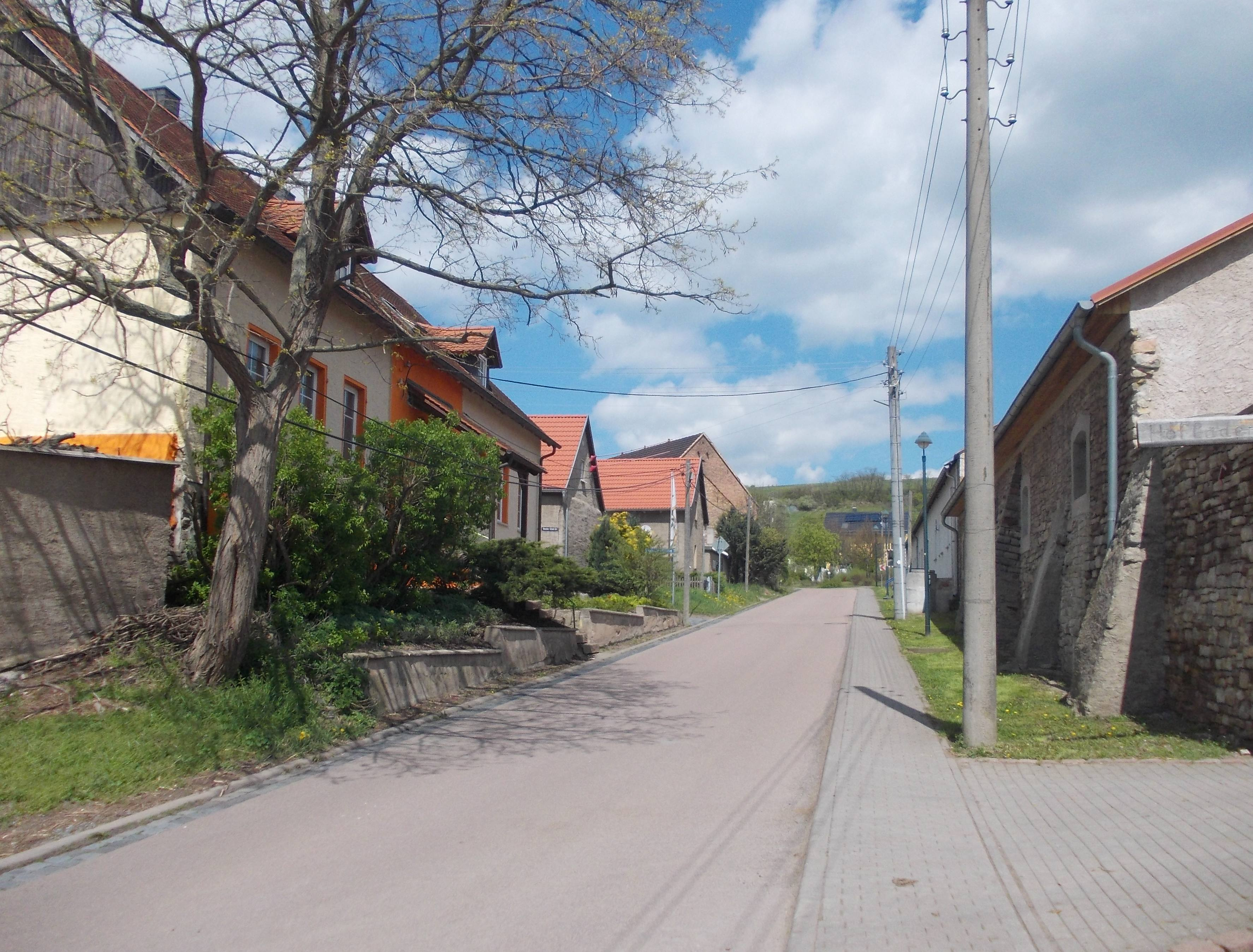
Unterrißdorfer Straße

Das Dorf liegt 800 m nördlich von Lüttchendorf am Fuß des Riß, einem Steilhang. Zwischen Wormsleben und Seeburg befindet sich der Süße See, an seinem Nordufer wird Wein angebaut. Durch Wormsleben führt der Europäische Fernradwanderweg E11.

## Geschichte
1073 kamen in Wormsleben die sächsischen Bischöfe und Grafen zusammen, um über ein gemeinsames Vorgehen gegen König Heinrich IV. zu beraten, weniger Tage vor der Konfrontation in Goslar.
Zwischen Wormsleben und Unterrißdorf stand einst die heute Wüste Dorfstätte Richersdorf.
Martin Luther kam auf seiner letzten Reise nach Eisleben am 28. Januar 1546 durch den Ort, er soll hier gefroren haben. Eine Gedenktafel zwischen Wormsleben und Unterrißdorf erinnert daran.

## Die Kirche zum heiligen Kreuz

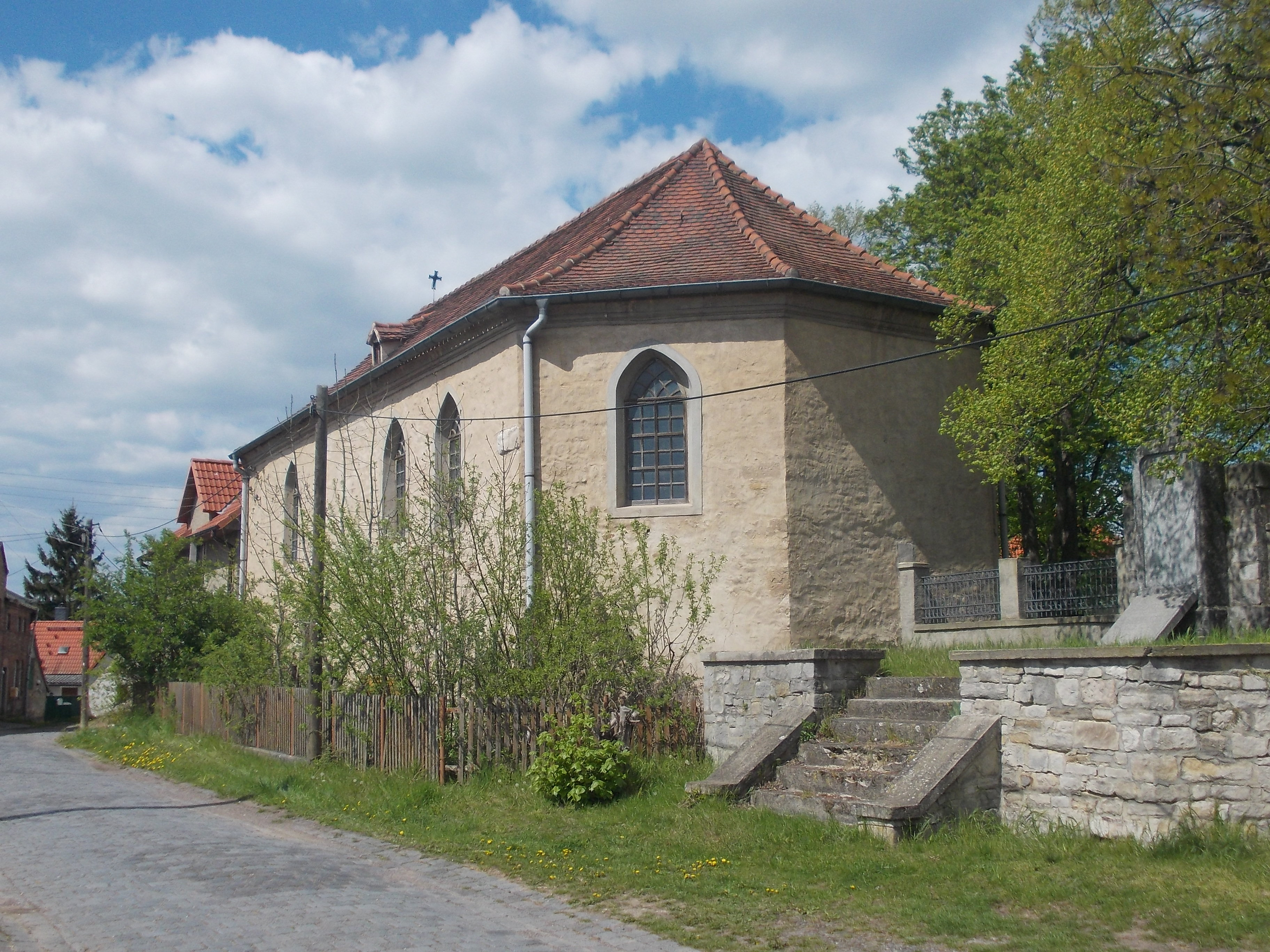
Kirche

Die turmlose Kirche Zum heiligen Kreuz entstand in Teilen bereits 838, sie gehört heute zum Kirchenkreis Eisleben der Evangelischen Kirche in Mitteldeutschland. Im Bistum Halberstadt war Wormsleben Sitz eines Archidiakonats. Eine Dachinstandsetzung fand 1982 statt, eine Innenrenovierung 1986. Die als wertvoll eingeschätzte Orgel wurde 1872 von Orgelbaumeister Friedrich Gerhardt aus Merseburg gebaut (ohne Gebläse) und 1986 spielbar instand gesetzt.